# Abrantes
Abrantes [ɐˈbɾɐ̃tɯʃ] ist eine Stadt in Portugal mit etwa 14.800 Einwohnern.

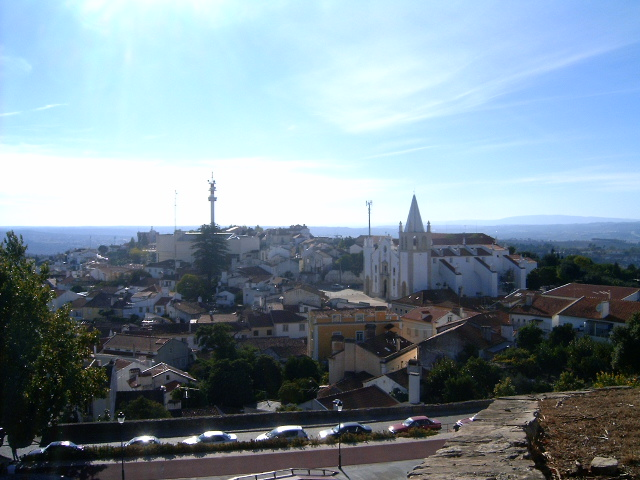
Blick auf Abrantes

## Geographie
Abrantes liegt auf einem Hügel am Fluss Tejo; die Stadt dominiert das gesamte Tal von Belver (Bezirk Gavião) im Westen bis Constância.

## Geschichte

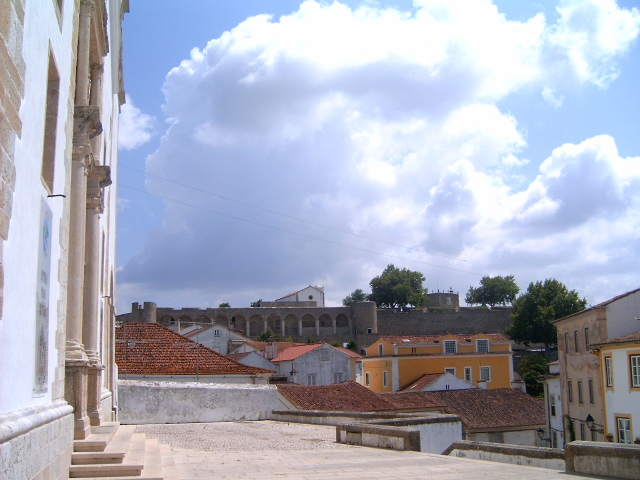
Die Burg (Castelo) in Abrantes

Man nimmt an, dass die Stadt keltiberischen Ursprunges ist. Der Name kommt vom lateinischen Wort Aurantes (von Aurum, das Gold), was im Zusammenhang mit den hiesigen Goldfunden im Tejo stand.
Es war eine maurische Ortschaft, bis sie 1148 im Zuge der Reconquista an das junge Königreich Portugal fiel. Ihr Eroberer, Portugals erster König D. Afonso Henriques, gab Abrantes 1179 erste Stadtrechte, die von D. Afonso II 1217 bestätigt wurden. König D. Dinis ließ die Festung erneuern und einen Turm errichten. 1385 brach der spätere König D. João I. von hier zur Schlacht von Aljubarrota auf, mit der die Unabhängigkeit Portugals besiegelt wurde. 1518 erteilte König D. Manuel I. Abrantes erneuerte Stadtrechte. Während des Restaurationskrieges (1640–1668) erkannte Abrantes bereits 1641, als eine der ersten Städten nach Lissabon, D. João IV. als neuen König Portugals an. Dieser verlieh daraufhin Abrantes den Titel Notável Vila de Abrantes (deutsch etwa: Besondere Kleinstadt von Abrantes) und machte sie zum eigenständigen Kreis, durch Ausgliederung aus dem Kreis Tomar.

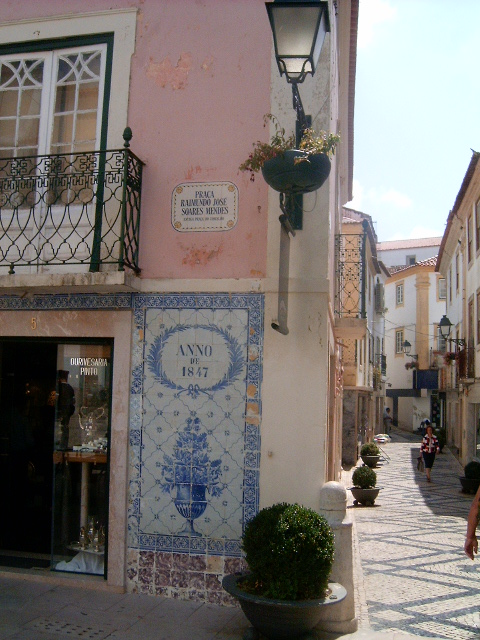
Gassen in der historischen Altstadt

1771 ließ Premierminister Marquês de Pombal, der unter seinem Adelstitel „Marquês de Pombal“ bekannt wurde, dort Maulbeerenbäume pflanzen und ordnete hier die Herstellung von Seide an. 1789 wurde Abrantes zudem zur Garnisonsstadt ausgebaut. Während der ersten der drei Napoleonischen Invasionen kam der französische General Andoche Junot 1807 durch Abrantes, das danach als Quartier portugiesisch-britischer Einheiten den zweiten und dritten französischen Eroberungsanstürmen in den Folgejahren widerstand.
1863 erreichte die Eisenbahn mit der Linha do Leste die Stadt, die bisher als Militärstützpunkt und als Flusshafen Bedeutung hatte. In der Folge verlagerten sich Handel und Gewerbe aus der Stadt weg, teils in vorgelagerte Gemeinden. Auch ihre Bedeutung als Militärstadt verlor Abrantes zunehmend mit dem Abzug von Einheiten und Einrichtungen. Heute verfügt die Stadt nur noch über eine symbolische Garnison und Ausbildungseinrichtungen der Portugiesischen Streitkräfte.
1909 erhielt Abrantes ein flächendeckendes Stromnetz und wurde 1916 zur Stadt (Cidade) erhoben. 1947 wurde erstmals ein umfassender Stadtentwicklungsplan für Abrantes erstellt, beauftragt wurde der Schweizer Stadtplaner de Groër.

## Verwaltung

### Kreis
Abrantes ist Sitz eines gleichnamigen Kreises (Concelho) im Distrikt Santarém. Am 19. April 2021 hatte der Kreis 34.329 Einwohner auf einer Fläche von 714,7 km².
Die Nachbarkreise sind im Norden Vila de Rei, Sardoal und Mação, im Osten Gavião, im Süden Ponte de Sor und im Westen Chamusca, Constância, Vila Nova da Barquinha sowie Tomar.
Ab September 2013 setzt sich der Kreis Abrantes aus 13 Gemeinden zusammen:
| Gemeinde                                        | Einwohner (2021) | Fläche km² | Dichte Einw./km² | LAU- Code |
| ----------------------------------------------- | ---------------- | ---------- | ---------------- | --------- |
| Abrantes (São Vicente e São João) e Alferrarede | 16.123           | 64,47      | 250              | 140120    |
| Aldeia do Mato e Souto                          | 676              | 44,77      | 15               | 140121    |
| Alvega e Concavada                              | 1.771            | 75,85      | 23               | 140122    |
| Bemposta                                        | 1.459            | 187,45     | 8                | 140104    |
| Carvalhal                                       | 531              | 17,54      | 30               | 140119    |
| Fontes                                          | 469              | 28,49      | 16               | 140118    |
| Martinchel                                      | 488              | 17,07      | 29               | 140105    |
| Mouriscas                                       | 1.480            | 35,02      | 42               | 140106    |
| Pego                                            | 2.175            | 36,05      | 60               | 140107    |
| Rio de Moinhos                                  | 952              | 20,03      | 48               | 140108    |
| São Facundo e Vale das Mós                      | 1.265            | 104,91     | 12               | 140123    |
| São Miguel do Rio Torto e Rossio ao Sul do Tejo | 4.104            | 58,94      | 70               | 140124    |
| Tramagal                                        | 2.836            | 24,10      | 118              | 140115    |
| Kreis Abrantes                                  | 34.329           | 714,69     | 48               | 1401      |

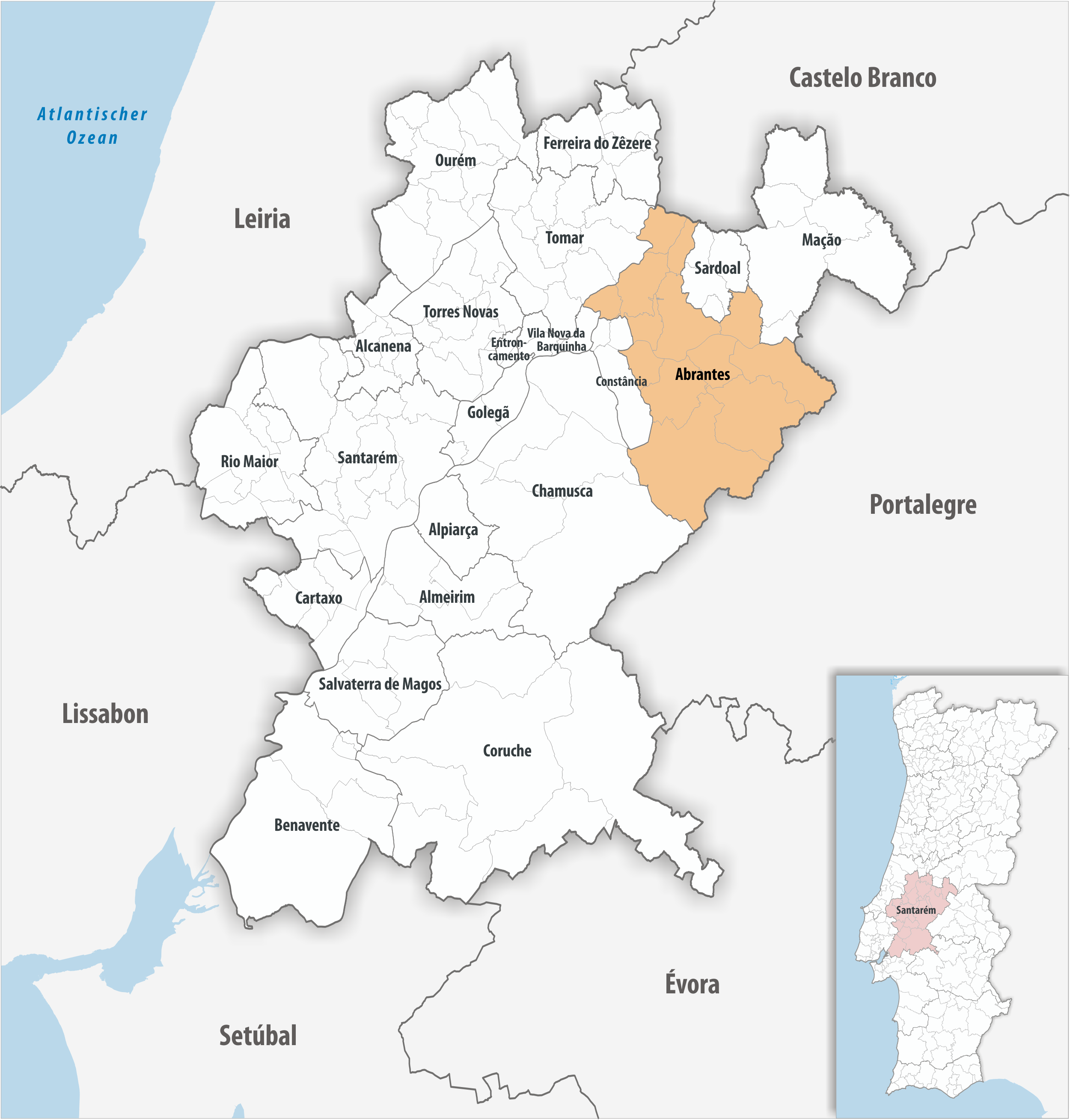
Kreis Abrantes

Die Gemeinden des Municípios Abrantes seit 2013

Davon ist Abrantes eine Stadt, bestehend aus den Gemeinden São João und São Vicente. Die Gemeinde Tramagal hat den Status einer Kleinstadt (Vila).

### Bevölkerungsentwicklung
| Einwohnerzahl im Kreis Abrantes (1801–2011) | Einwohnerzahl im Kreis Abrantes (1801–2011) | Einwohnerzahl im Kreis Abrantes (1801–2011) | Einwohnerzahl im Kreis Abrantes (1801–2011) | Einwohnerzahl im Kreis Abrantes (1801–2011) | Einwohnerzahl im Kreis Abrantes (1801–2011) | Einwohnerzahl im Kreis Abrantes (1801–2011) | Einwohnerzahl im Kreis Abrantes (1801–2011) | Einwohnerzahl im Kreis Abrantes (1801–2011) |
| ------------------------------------------- | ------------------------------------------- | ------------------------------------------- | ------------------------------------------- | ------------------------------------------- | ------------------------------------------- | ------------------------------------------- | ------------------------------------------- | ------------------------------------------- |
| 1801                                        | 1849                                        | 1900                                        | 1930                                        | 1960                                        | 1981                                        | 1991                                        | 2001                                        | 2011                                        |
| 17 796                                      | 17 790                                      | 27 453                                      | 39 327                                      | 51 869                                      | 48 653                                      | 45 697                                      | 42 235                                      | 39 362                                      |

### Kommunaler Feiertag
- 14. Juni

### Städtepartnerschaften
- Parthenay, Frankreich
- São Nicolau, Kap Verde
- Hitoyoshi, Japan
- Bobonaro, Osttimor (seit 2011)[7]

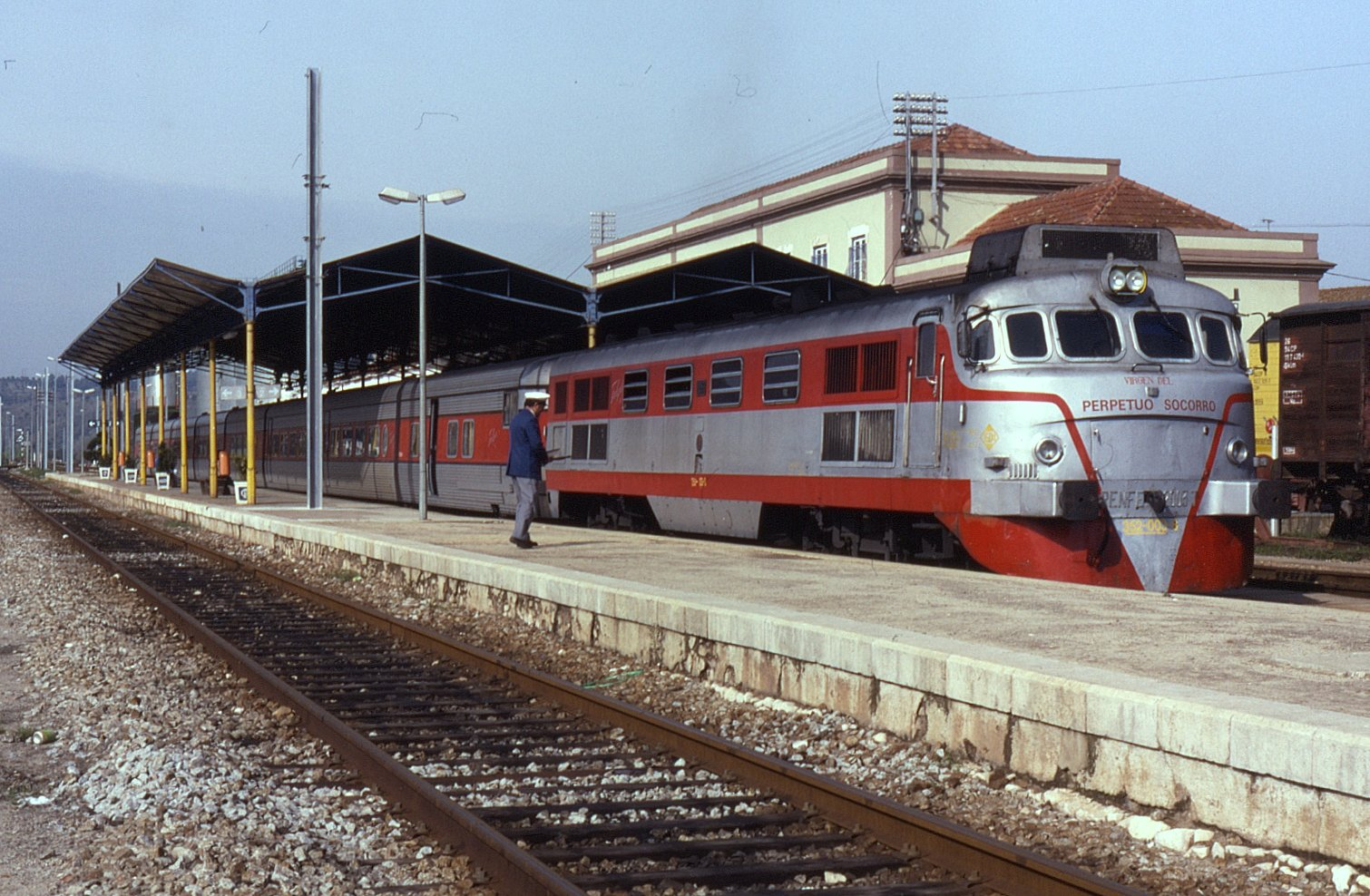
Ein Talgo III der spanischen RENFE 1993 im Bahnhof Abrantes, als noch täglich zwei Zugverbindungen zwischen Madrid und Lissabon hier hielten

- Arnedo, Spanien
- Weinstadt, Deutschland
- Mioveni, Rumänien

## Verkehr
Abrantes liegt an der Eisenbahnstrecke Linha da Beira Baixa. Der Ort ist zudem die erste Station der Bahnstrecke Linha do Leste, die bis zur Grenze zu Spanien in Badajoz führt.
Die Stadt liegt an der Autobahn A23.
Abrantes ist in das landesweite Fernbusnetz der Rede Expressos eingebunden.

## Söhne und Töchter der Stadt
- Ludwig (Luís) von Portugal (1506–1555), Sohn Königs Manuel I.
- António Leal Moreira (1758–1819), Komponist
- António Florêncio de Sousa Pinto (1818–1890), Politiker, Militär und Autor, 1877 Kriegsminister
- Taborda (1824–1909), Schauspieler
- Manuel Augusto Soares Valejo (1861–1943), Arzt und adliger Militär
- João Damas (1871–1938), Arzt und republikanischer Politiker
- Manuel Rodrigues Júnior (1889–1946), Jurist und Hochschullehrer, mehrfacher Minister, insbesondere im Estado-Novo-Regime
- Manuel Marques Esparteiro (1893–1984), Mathematiker an der Universität Coimbra, Bruder Joaquims und Antónios Marques Esparteiros
- Joaquim Marques Esparteiro (1895–1976), Marineoffizier, 1951–1956 Gouverneur von Macau
- António Botto (1897–1959), Lyriker, homosexueller Schriftsteller
- António Marques Esparteiro (1898–1976), Marineoffizier, Lexikograph und Historiker
- Luís Silva (1902–1963), olympischer Reiter
- António Rosa Casaco (1915–2006), Geheimagent der PIDE, Verantwortlicher der Ermordung Humberto Delgados 1965
- José Alberty Correia (1917–2011), Offizier und Kolonialverwalter
- Maria de Lourdes Pintasilgo (1930–2004), Chemieingenieurin und Politikerin, von 1979 bis 1980 Premierministerin Portugals
- Manuel Faria (1930–2004), Leichtathlet, erster portugiesischer Sieger des internationalen Silvesterlaufs von São Paulo, Brasilien
- Eduardo Catroga (* 1942), Ökonom und Manager, 1993–1995 Wirtschaftsminister
- Fernando Madrinha (* 1952), Journalist
- João José Alves Dias (* 1957), Historiker und Hochschullehrer
- Hugo Alexandre Esteves Costa (* 1973), Fußballspieler (in Deutschland 2003–2005 bei Rot-Weiß Oberhausen)
- Marco António Cadete Marques (* 1978), Fußballspieler
- Joana Marchão (* 1996), Fußballspielerin

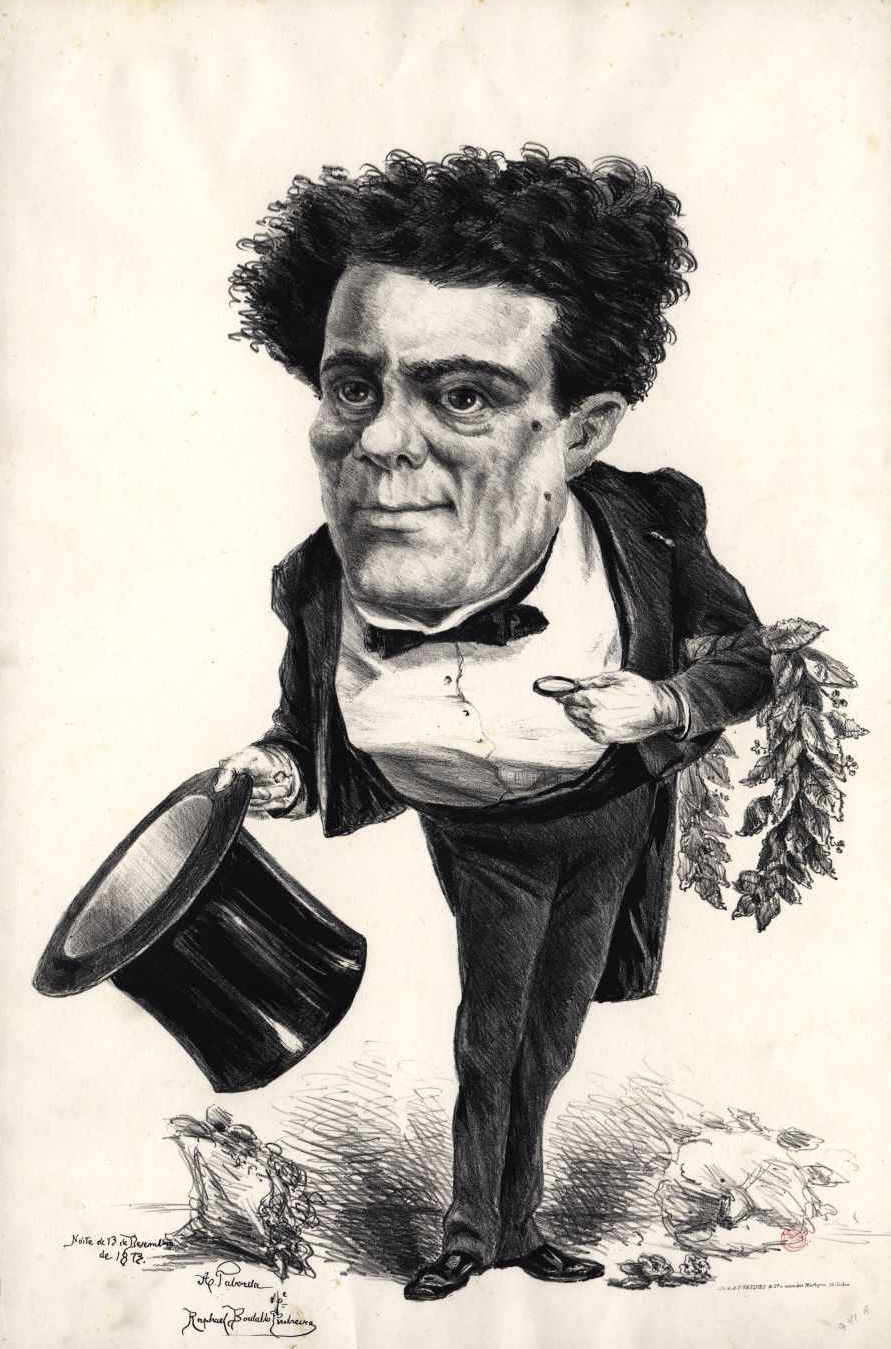
Karikatur von Taborda, gezeichnet von Rafael Bordalo Pinheiro
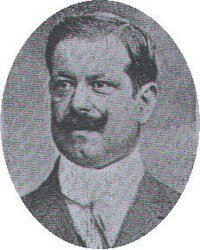
Dr. João Damas
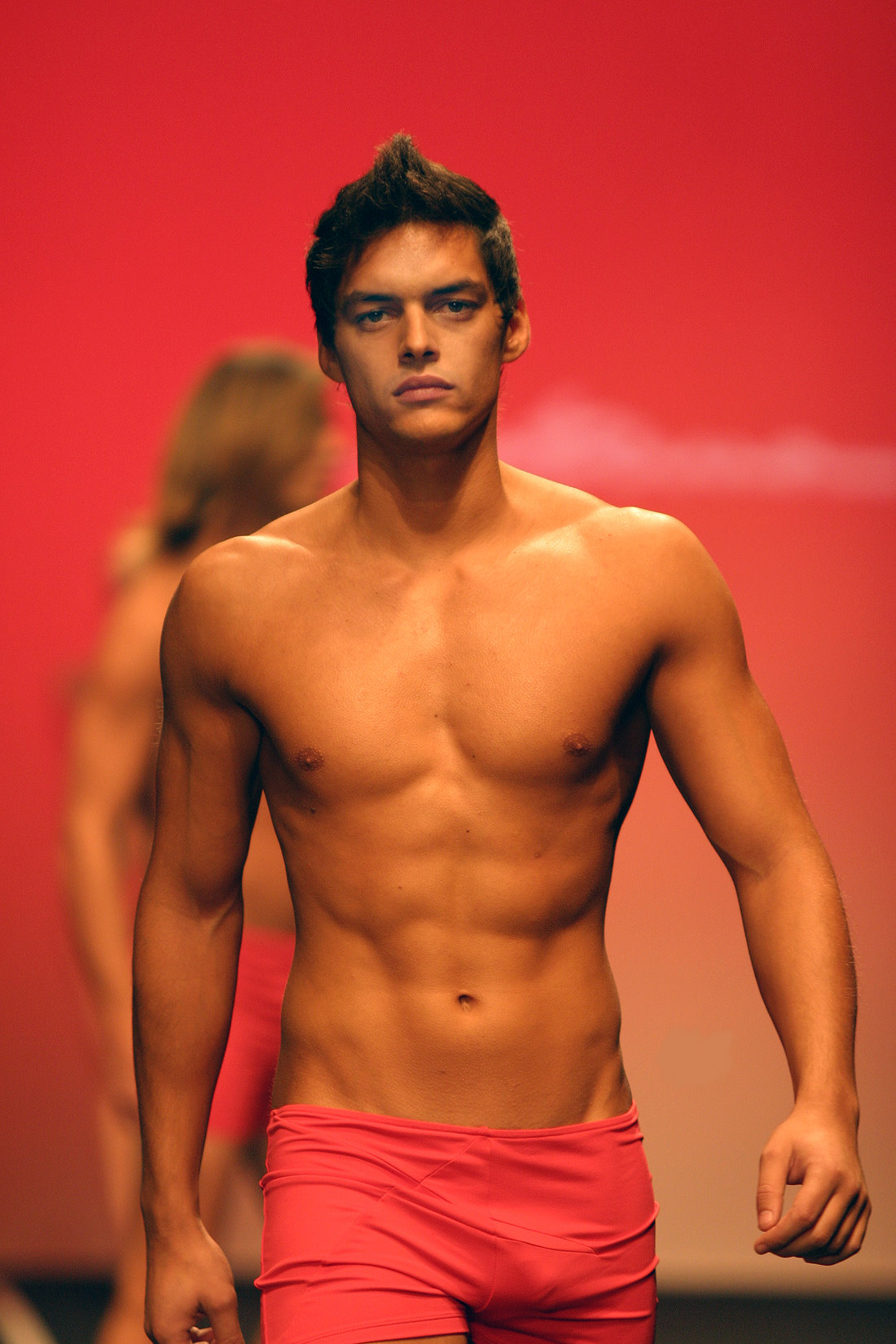
Nuno Janeiro bei der Portugal Fashion 2004